# A23高速公路 (葡萄牙)
A23高速公路（葡萄牙語：A23），又稱內貝拉高速公路（Auto-Estrada da Beira Interior），是葡萄牙東部一條的高速公路。呈南北走向，南起新托雷什（A1高速公路），中經布朗庫堡和科維良，北至瓜達。
全長217公里。全線四線行車，目前有三十六處交流道、五處服務區。2003年全線通車。